# Weird Kids
Weird Kids es el segundo álbum de estudio de la banda estadounidense de rock We Are the In Crowd.

## Composición
"Attention", según Taylor Jardine, "se trata de amistad, y de que necesitan amigos para ayudarle a ver que está bien cambiar para mejorar". 

## Lanzamiento
La primera pista "The Best Thing (That Never Happened)" fue lanzado el 10 de diciembre de 2013 junto a su video musical. El álbum se estrenó para la reproducción en línea el 11 de febrero de 2014. Weird Kids fue lanzado el 18 de febrero a través de Hopeless Records.

## Recepción
El álbum se incluyó en el número 45 en la lista de Rocksound de los "50 mejores discos del año" . El álbum fue incluido en el número 22 de la lista de la revista Kerrang!'S "Las 50 mejores álbumes de rock 2014". 

## Lista de canciones
Todas las canciones están escritas por We Are the In Crowd y John Feldmann.

| N.º   | Título                                 | Duración |  |
| 1.    | «Long Live the Kids»                   | 4:11     |  |
| 2.    | «The Best Thing (That Never Happened)» | 2:51     |  |
| 3.    | «Manners»                              | 3:05     |  |
| 4.    | «Come Back Home»                       | 2:56     |  |
| 5.    | «Attention»                            | 3:22     |  |
| 6.    | «Dreaming Out Loud»                    | 3:06     |  |
| 7.    | «Remember (To Forget You)»             | 3:04     |  |
| 8.    | «Don't You Worry»                      | 2:44     |  |
| 9.    | «Windows in Heaven»                    | 3:26     |  |
| 10.   | «Reflections»                          | 2:41     |  |
| 31:52 |                                        |          |  |

| Bonus tracks |                  |          |  |
| N.º          | Título           | Duración |  |
| 11.          | «Perfect Reason» | 3:06     |  |
| 12.          | «Waiting»        | 2:39     |  |

## Personal
We Are the In Crowd
- Taylor Jardine - Voz, teclados
- Jordan Eckes - Guitarra, voces
- Mike Ferri - Guitarra
- Cameron Hurley - Guitarra
- Rob Chianelli - Batería

## Listas
| Listas (2012)         | Posición |
| --------------------- | -------- |
| US Rock Albums        | 9        |
| US Independent Albums | 5        |
| US Alternative Albums | 8        |
| US Billboard 200      | 29       |

- Datos: Q15695991